# Jonas Åkerlund
Hans Uno Jonas Åkerlund (suec: [hɑːns ʉ̟ːnʊ juːnas oːkɛɭɵnd]; Estocolm, 10 de novembre de 1965) és un director suec, especialitzat en el camp dels vídeos musicals. És conegut per dirigir vídeoclips, els quals són sovint formes simulades de tràilers de pel·lícula i curtmetratges. El seu vídeo per la cançó de Madonna "Ray of Light" va guanyar un Grammy per Millor Video Musical, Short Film, i va batre el rècord als MTV Video Music AWards de 1998 en emportar-se set premis, incloent el de Vídeo de l'Any.

## Carrera
Åkerlund va arriba a la fama per primer com el director principal de vídeos per Roxette. El 1997, va dirigir l'aclamat vídeo pel grup Prodigy, "Smack My Bitch Up", el qual va causar controvèrsia a causa de la forma explicita de l'ús de drogues, violència, i nuesa. El 1998, va treballar amb Madonna per la cançó "Ray of Light", i des de llavors ha treballat amb artistes com Metallica, Christina Aguilera, U2, P!nk, Rammstein, Britney Spears, i Gaga.
Åkerlund va dirigir anuncis per MQ, marca de roba sueca, i pel re-imaginant de la cançó de Devo "Watch Us Work It " utilitzada en l'anunci dels ordinadors Dell. És un col·laborador habitual de Madonna, havent-hi treballat en tals vídeoclips junts com "Músic", "American Life" i "Jump". Ell també ha dirigit el seu documental, I'm Going To Tell You a Secret i el seu especial del concert especial The Confessions Tour: Live from London. Entre les seves feines més recents estan el polèmic videoclip pornografic per Rammstein "Pussy", el vídeoclip per Telephone de Lady Gaga i Beyoncé, i per "Moves like Jagger" de Maroon 5 i Christina Aguilera.

## Videografia
1988
"Bewitched" de Candlemass.
1992
"Så länge det lyser mittemot" de Marie Fredriksson.
"Mellan sommar och höst" de Marie Fredriksson.
1993
"Fingertips '93" de Roxette.
1994
"Run To You" de Roxette.
1995
"A la ronde" de Sinclair.
"Vulnerable" de Roxette.
"Pay For Me" de Whale.
1996
"June Afternoon" de Roxette.
"She Doesn't Live Here Anymore" de Roxette.
"Un Día Sin Ti" de Roxette.
1997
"Do You Wanna Be My Baby?" de Per Gessle.
"James Bond Theme" de Moby.
"Kix" de Per Gessle.
"I Want You To Know" de Per Gessle.
"Smack My Bitch Up" de The Prodigy.
1998
"Ray of Light" de Madonna.
(Va guanyar el premi Grammy el 1999).
"My Favourite Game" de The Cardigans.
"Turn the Page" de Metallica.
1999
"Whiskey in the Jar" de Metallica.
"Wish I Could Fly" de Roxette.
"Canned Heat" de Jamiroquai.
"Anyone" de Roxette.
"Corruption" d'Iggy Pop.
2000
"The Everlasting Gaze" de The Smashing Pumpkins.
"Music" de Madonna.
"Porcelain" (versión 1) de Moby.
"Try, Try, Try" de The Smashing Pumpkins.
"Beautiful Day" (versión 1) de U2.
"Black Jesus" de Everlast.
"Still" (versión 2: white hair) de Macy Gray.
2001
"Gets Me Through" de Ozzy Osbourne.
"Walk On" de U2.
"The Centre of the Heart" de Roxette.
2002
"A Thing About You" de Roxette.
"Lonely Road" de Paul McCartney.
"Fuel For Hatred" de Satyricon.
"Me Julie" de Ali G i Shaggy.
"If I Could Fall In Love" de Lenny Kravitz.
"Beautiful" de Christina Aguilera.
2003
"Beautiful Day" (versión 2: Eze) de U2.
"American Life" de Madonna.
"Good Boys" de Blondie.
"True Nature" de Jane's Addiction.
"Come Undone" de Robbie Williams.
"Sexed Up" de Robbie Williams.
2004
"I Miss You" de blink-182.
"Aim 4" for Flint.
"Tits On The Radio" de Scissor Sisters.
2006
"Rain Fall Down" de The Rolling Stones.
"Jump" de Madonna.
"One Wish" de Roxette.
"Mann gegen Mann" de Rammstein.
"Country Girl" de Primal Scream.
2007
"Wake Up Call" de Maroon 5.
"Good God" de Anouk.
"Same Mistake" de James Blunt.
"Watch Us Work It" de Devo.
2008
"No. 5" de Hollywood Undead
"Undead" de Hollywood Undead.
"Sober" de Pink.
2009
"Paparazzi" de Lady Gaga.
"When Love Takes Over" de David Guetta con Kelly Rowland.
"We Are Golden" de Mika.
"Celebration" de Madonna.
"Pussy" de Rammstein.
"Fresh Out the Oven" de Jennifer Lopez.
"On to the Next One" de Jay-Z con Swizz Beatz.
2010
"Ich tu dir weh" de Rammstein.
"Telephone" de Lady Gaga Ft. Beyoncé
"Superbad" de Adrienne Bailon.
"Who's That Chick?" de David Guetta con Rihanna.
"Hot N' Fun" de N*E*R*D i Nelly Furtado.
"Let Me Hear You Scream" de Ozzy Osbourne.
2011
'Hold It Against Me' de Britney Spears.
"Moves Like Jagger" de Maroon 5 Ft. Christina Aguilera.
"Mein Land" de Rammstein.
"Girl Panic!" de Duran Duran.
2012
"Doom and Gloom" de The Rolling Stones.
2013
"Haunted" de Beyoncé.
"Superpower" de Beyoncé.
2014
"Magic" de Coldplay.
"True Love" de Coldplay.
"Dangerous" de David Guetta.
2015
"Ghosttown" de Madonna.
"Bitch I'm Madonna" de Madonna.
2016
"ManUNkind" de Metallica.
2017
"John Wayne" de Lady Gaga.

## Filmografia
- Spun (2002)

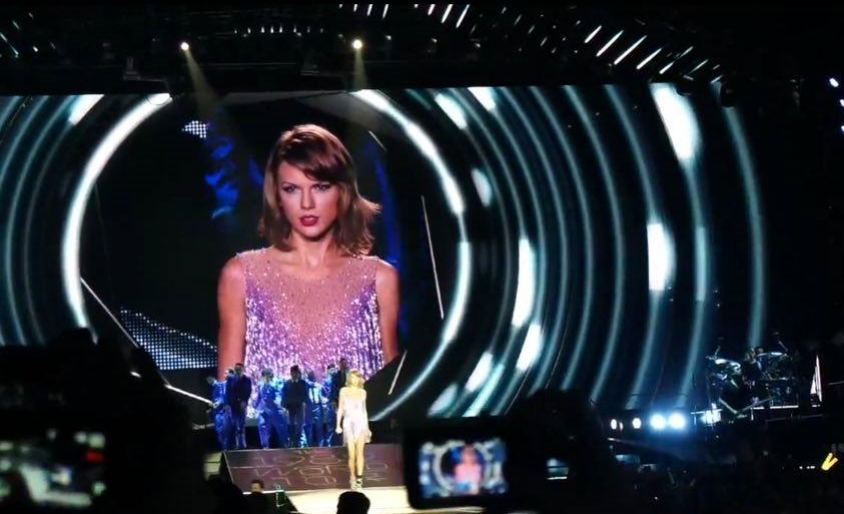
Taylor Swift al 1989 World Tour, del qual Jonas en va dirigir un especial

- I'm Going to Tell You a Secret (2006)
- The Confessions Tour (2007)
- The Horsemen (Los Cuatro Jinetes del Apocalipsis) (2009)
- Dior Addict Fragance (2012)
- Taylor Swift The 1989 World Tour Live (2015)